# Ambystoma maculatum
Ambystoma maculatum é uma espécie de anfíbio caudado pertencente à família Ambystomatidae. Pode ser encontrada nos Estados Unidos da América e no Canadá.

## Simbiose
Um estudo por Ryan Kerney, da Universidade de Dalhousie, revelou que células de uma espécie de algas, Oophila amblystomatis vivem simbioticamente dentro das células de Ambystoma maculatum, desde que estes são apenas embriões. Esta relação simbiótica já era conhecida anteriormente, mas pensava-se que as algas não entravam nas células do anfíbio. É o primeiro caso descrito de um organismo fotossintético a viver dentro de células de um vertebrado. Uma característica interessante é a presença das células fotossintetizantes no aparelho reprodutor das fêmeas, o que, de certa forma, evidencia onde ocorre a invasão nas células embrionárias.